# بليسينج تشينيدو
بليسينج تشينيدو (بالإنجليزية: Blessing Chinedu)‏ هو لاعب كرة قدم نيجيري في مركز الدفاع، ولد في 22 نوفمبر 1976 في آبا في نيجيريا. لعب مع إنييمبا وليرس ونادي غينت ونادي فاردار ونادي هارتلاند.